# Sigismondo Francesco d'Austria
Sigismondo Francesco d'Austria (Innsbruck, 27 novembre 1630 – Innsbruck, 25 giugno 1665) è stato un vescovo cattolico austriaco, principe vescovo di Trento e un conte del Tirolo dal 1662 al 1665.

## Biografia
Secondo figlio dell'arciduca Leopoldo V d'Austria e di Claudia de' Medici intraprese la carriera ecclesiastica e venne nominato vescovo di Augusta nel 1646 senza essere ordinato sacerdote e vescovo. Nel 1653, divenne vescovo di Gurk e nel 1659 vescovo di Trento.
Alla morte del fratello maggiore, l'arciduca Ferdinando Carlo, gli succedette come governatore del Tirolo e della Bassa Austria. Si dimostrò più abile del fratello e venne reputato un buon governante, ma la sua prematura morte, nel 1665, estinse la linea maschile tirolese degli Asburgo. L'imperatore Leopoldo I, in quanto consorte della nipote Claudia Felicita, ultima della stirpe, prese il diretto controllo sui suoi territori, incorporandoli in quelli della Monarchia asburgica.

## Ascendenza
|                                |                     |                           | Genitori                         |  |  | Nonni |  |  | Bisnonni               |  |  | Trisnonni           |  |
|                                |                     |                           |                                  |  |  |       |  |  | Ferdinando I d'Asburgo |  |  | Filippo I d'Asburgo |  |
|                                |                     |                           |                                  |  |  |       |  |  | Ferdinando I d'Asburgo |  |  | Filippo I d'Asburgo |  |
|                                |                     | Giovanna di Castiglia     |                                  |  |  |       |  |  | Ferdinando I d'Asburgo |  |  |                     |  |
| Carlo II d'Austria             |                     |                           |                                  |  |  |       |  |  | Ferdinando I d'Asburgo |  |  |                     |  |
|                                |                     | Anna Jagellone            | Ladislao II di Boemia            |  |  |       |  |  |                        |  |  |                     |  |
|                                |                     | Anna Jagellone            | Ladislao II di Boemia            |  |  |       |  |  |                        |  |  |                     |  |
|                                |                     | Anna Jagellone            | Anna di Foix-Candale             |  |  |       |  |  |                        |  |  |                     |  |
| Leopoldo V d'Austria           |                     | Anna Jagellone            |                                  |  |  |       |  |  |                        |  |  |                     |  |
|                                |                     | Alberto V di Baviera      | Guglielmo IV di Baviera          |  |  |       |  |  |                        |  |  |                     |  |
|                                |                     | Alberto V di Baviera      | Guglielmo IV di Baviera          |  |  |       |  |  |                        |  |  |                     |  |
|                                |                     | Alberto V di Baviera      | Maria Giacomina di Baden         |  |  |       |  |  |                        |  |  |                     |  |
| Maria Anna di Baviera          |                     | Alberto V di Baviera      |                                  |  |  |       |  |  |                        |  |  |                     |  |
|                                |                     | Anna d'Asburgo            | Ferdinando I d'Asburgo           |  |  |       |  |  |                        |  |  |                     |  |
|                                |                     | Anna d'Asburgo            | Ferdinando I d'Asburgo           |  |  |       |  |  |                        |  |  |                     |  |
|                                |                     | Anna d'Asburgo            | Anna Jagellone                   |  |  |       |  |  |                        |  |  |                     |  |
| Sigismondo Francesco d'Austria |                     | Anna d'Asburgo            |                                  |  |  |       |  |  |                        |  |  |                     |  |
|                                | Cosimo I de' Medici | Giovanni dalle Bande Nere |                                  |  |  |       |  |  |                        |  |  |                     |  |
|                                | Cosimo I de' Medici | Giovanni dalle Bande Nere |                                  |  |  |       |  |  |                        |  |  |                     |  |
|                                | Cosimo I de' Medici | Maria Salviati            |                                  |  |  |       |  |  |                        |  |  |                     |  |
| Ferdinando I de' Medici        | Cosimo I de' Medici |                           |                                  |  |  |       |  |  |                        |  |  |                     |  |
|                                |                     | Eleonora di Toledo        | Pedro Álvarez de Toledo y Zúñiga |  |  |       |  |  |                        |  |  |                     |  |
|                                |                     | Eleonora di Toledo        | Pedro Álvarez de Toledo y Zúñiga |  |  |       |  |  |                        |  |  |                     |  |
|                                |                     | Eleonora di Toledo        | María Osorio y Pimentel          |  |  |       |  |  |                        |  |  |                     |  |
| Claudia de' Medici             |                     | Eleonora di Toledo        |                                  |  |  |       |  |  |                        |  |  |                     |  |
|                                |                     | Carlo III di Lorena       | Francesco I di Lorena            |  |  |       |  |  |                        |  |  |                     |  |
|                                |                     | Carlo III di Lorena       | Francesco I di Lorena            |  |  |       |  |  |                        |  |  |                     |  |
|                                |                     | Carlo III di Lorena       | Cristina di Danimarca            |  |  |       |  |  |                        |  |  |                     |  |
| Cristina di Lorena             |                     | Carlo III di Lorena       |                                  |  |  |       |  |  |                        |  |  |                     |  |
|                                |                     | Claudia di Valois         | Enrico II di Francia             |  |  |       |  |  |                        |  |  |                     |  |
|                                |                     | Claudia di Valois         | Enrico II di Francia             |  |  |       |  |  |                        |  |  |                     |  |
|                                |                     | Claudia di Valois         | Caterina de' Medici              |  |  |       |  |  |                        |  |  |                     |  |
|                                |                     | Claudia di Valois         |                                  |  |  |       |  |  |                        |  |  |                     |  |